# Александрув (гміна Луків)
Александрув (пол. Aleksandrów) — село в Польщі, у гміні Луків Луківського повіту Люблінського воєводства.
Населення — 495 осіб (2011).
У 1975-1998 роках село належало до Седлецького воєводства.

## Демографія
Демографічна структура станом на 31 березня 2011 року:
|          | Загалом | Допрацездатний вік | Працездатний вік | Постпрацездатний вік |
| -------- | ------- | ------------------ | ---------------- | -------------------- |
| Чоловіки | 253     | 65                 | 165              | 23                   |
| Жінки    | 242     | 58                 | 142              | 42                   |
| Разом    | 495     | 123                | 307              | 65                   |